# Dolní Sloupnice
Dolní Sloupnice je část obce Sloupnice v okrese Svitavy. Tvoří západní část Sloupnice. V roce 2009 zde bylo evidováno 217 adres. V roce 2001 zde trvale žilo 632 obyvatel.
Dolní Sloupnice je také název katastrálního území o rozloze 11,01 km2. V katastrálním území Dolní Sloupnice leží i Končiny 1.díl.

## Historie
První písemná zmínka o obci pochází z roku 1292.

## Pamětihodnosti
- Kaple sv. Jana Nepomuckého
- Kostel Českobratrské církve evangelické z tolerančního období

## Galerie

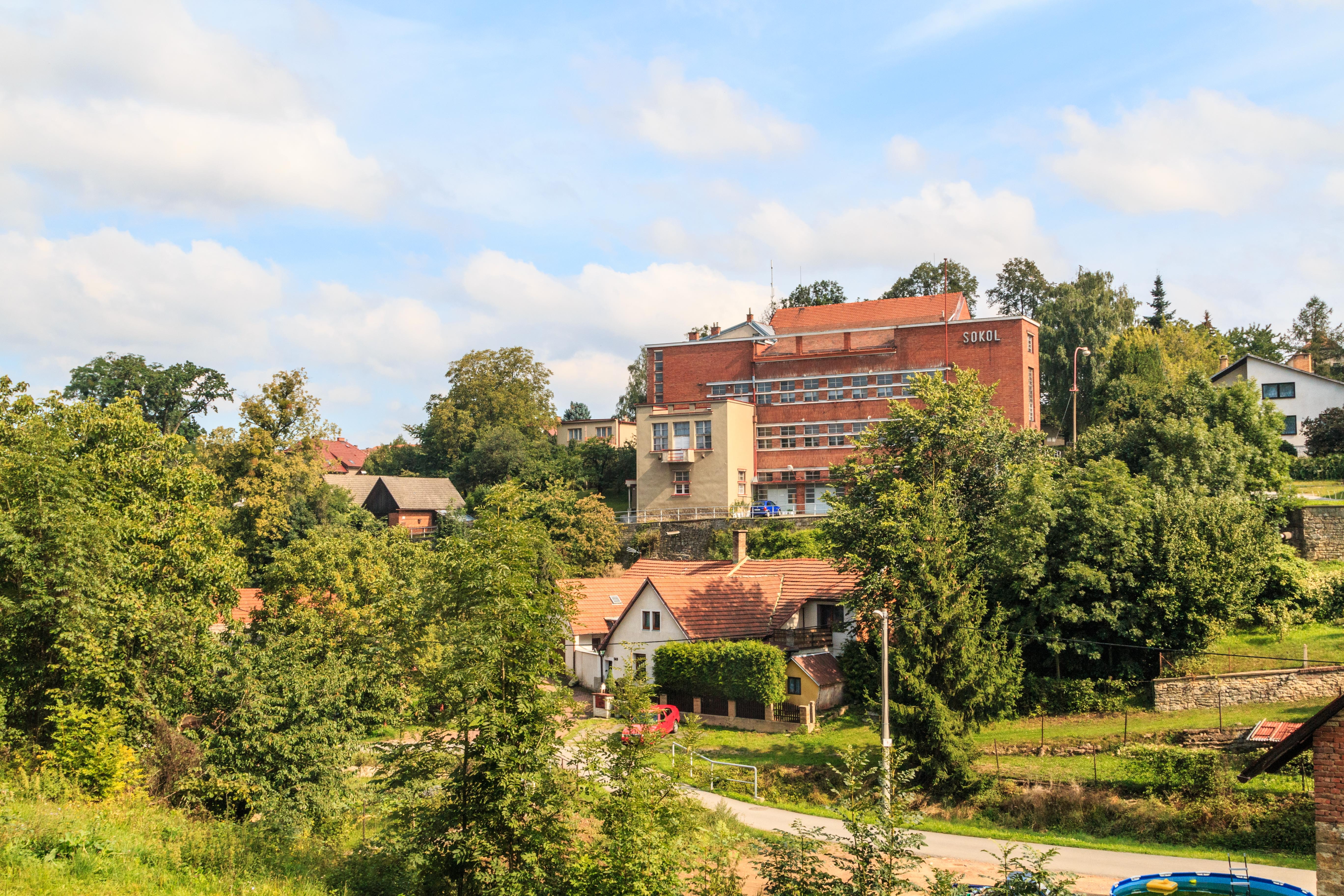
Sokolovna, Dolní Sloupnice 81
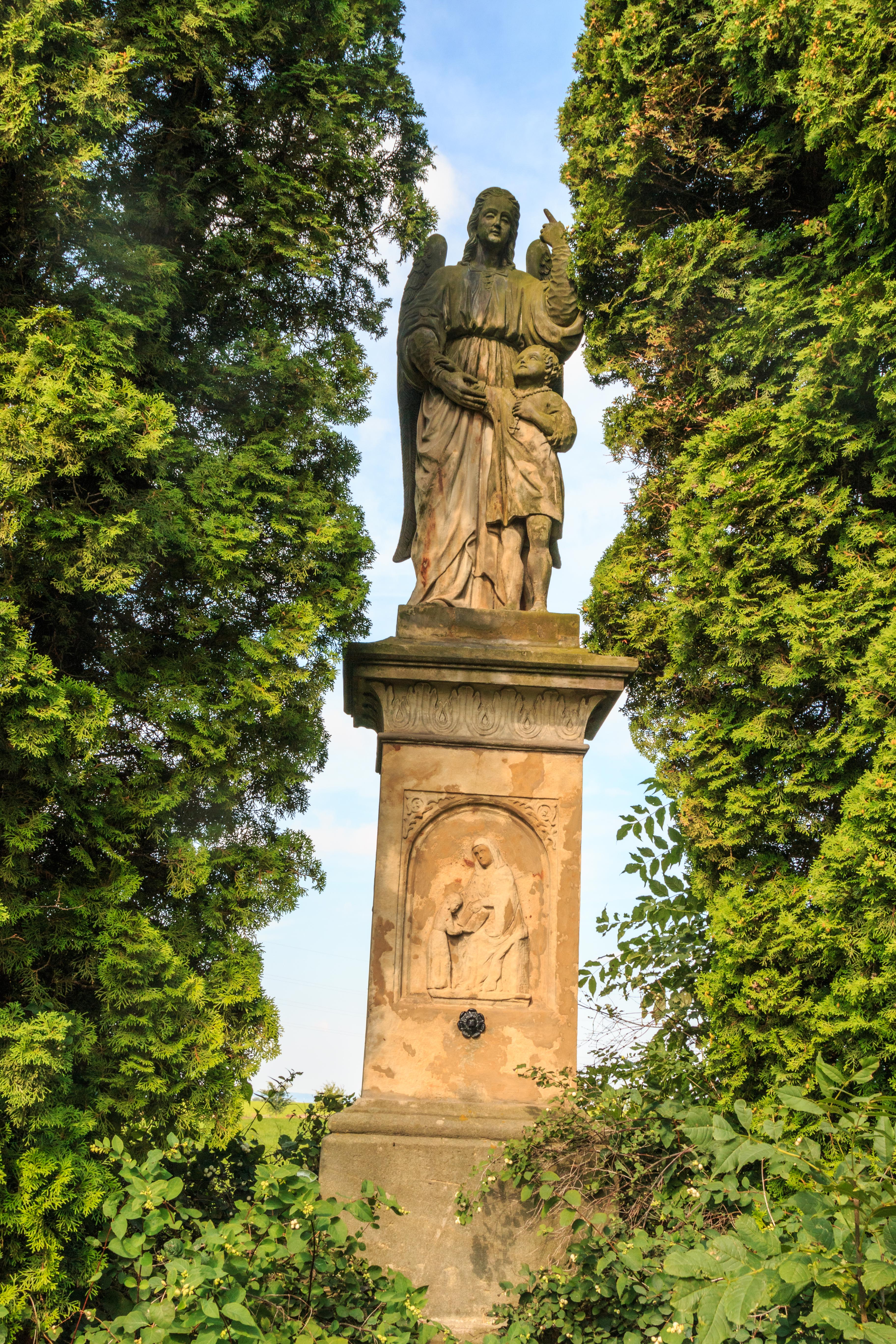
Socha Anděla strážce u Dolní Sloupnice
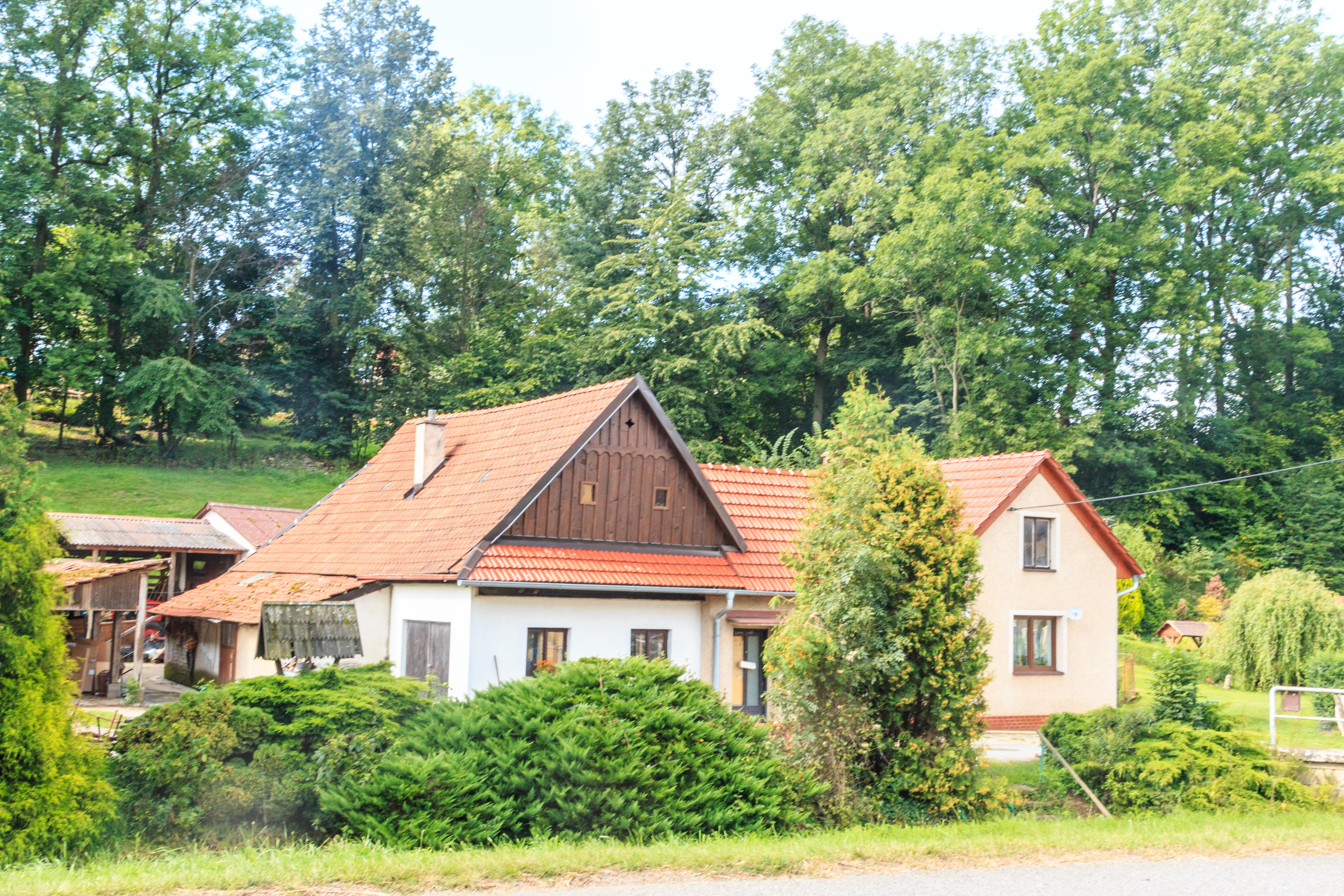
Dolní Sloupnice - dům čp. 103
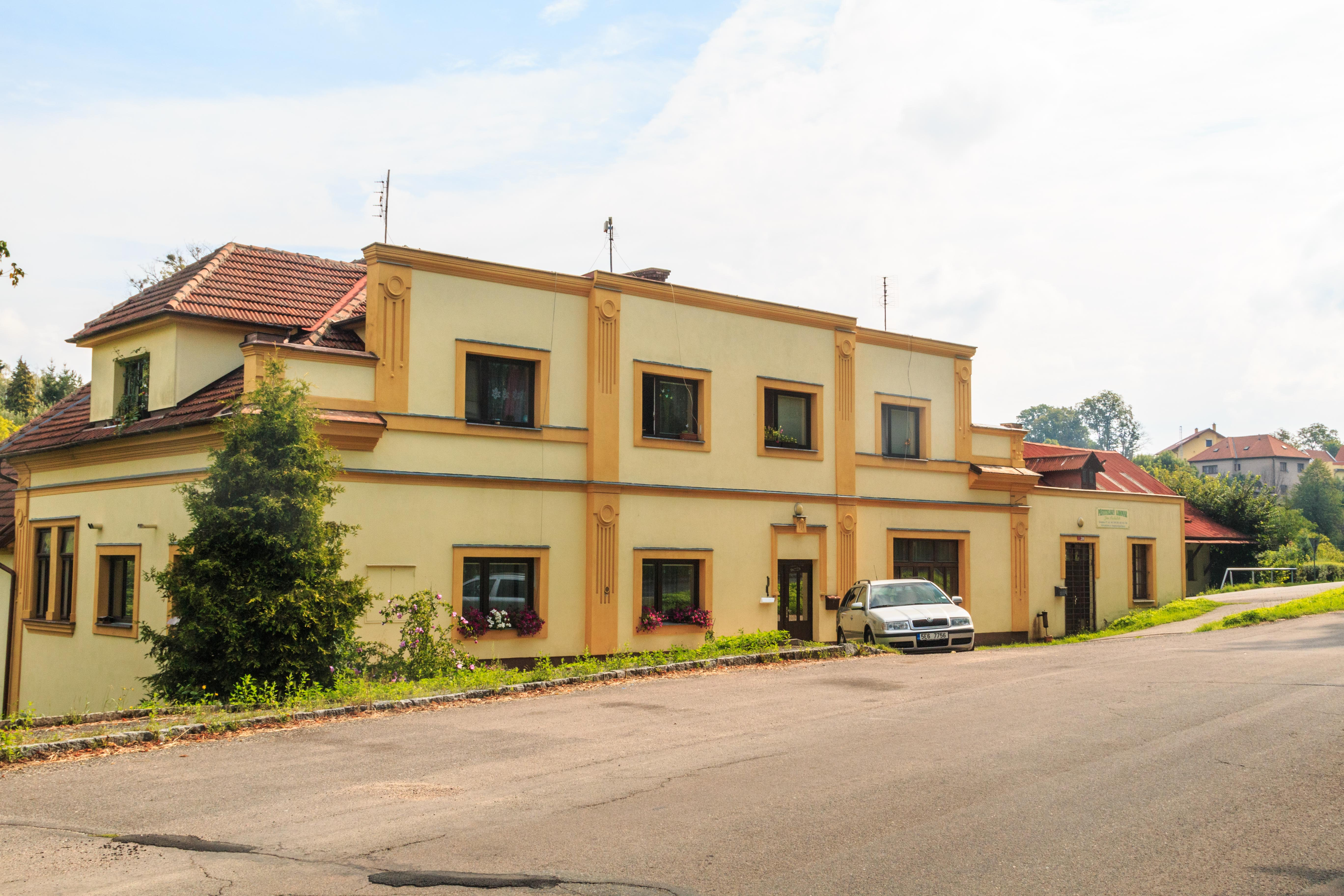
Dolní Sloupnice - lihovar
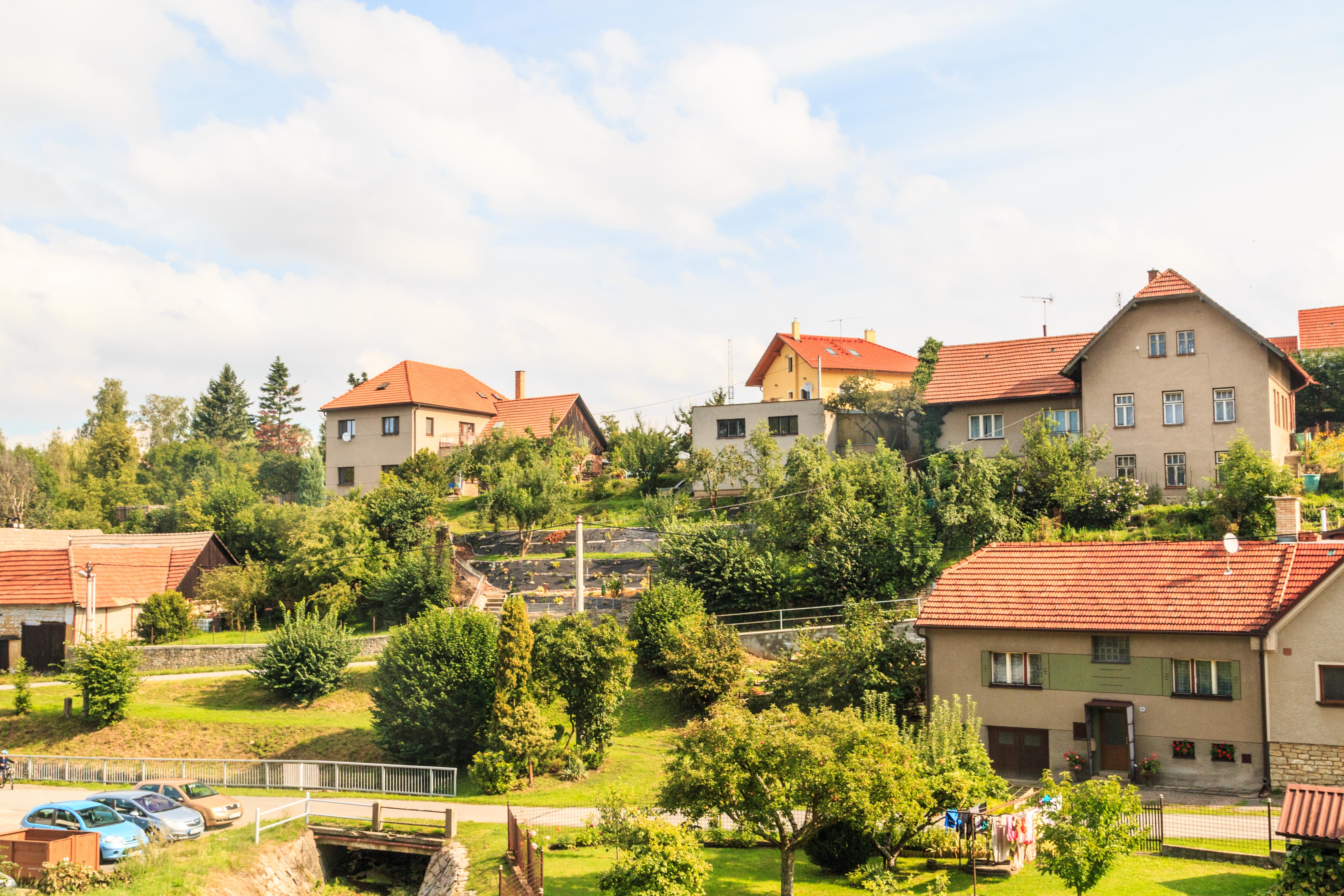
Dolní Sloupnice - dům čp. 51
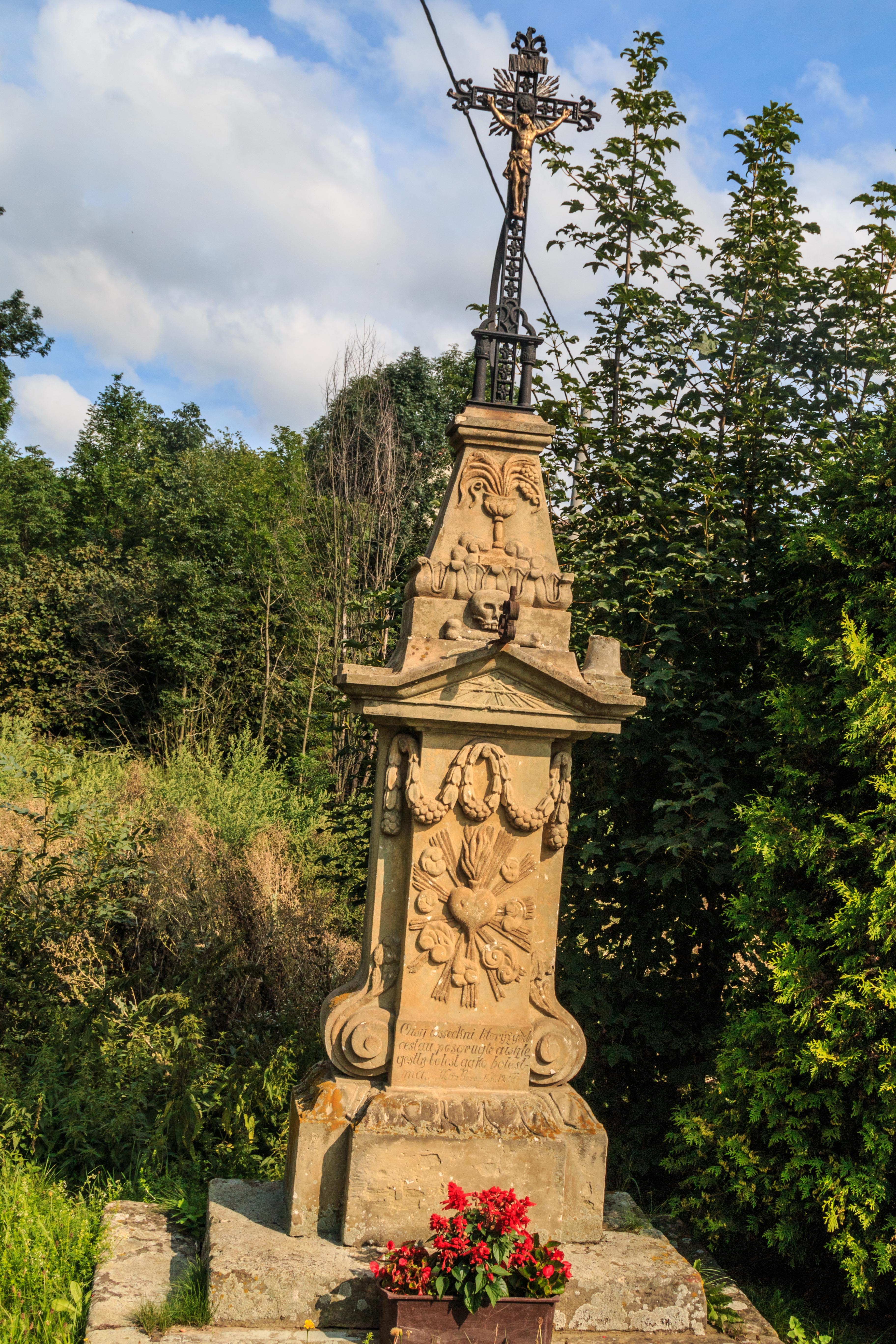
Dolní Sloupnice - kříž